# Ahmed Jaouadi
Ahmed Jaouadi (arabe : أحمد جوّادي), né le 30 mai 2005, est un nageur tunisien spécialiste de la nage libre.
En 2025, il devient double-champion du monde du 800 mètres et du 1 500 mètres nage libre.

## Carrière

### 2021
Alors encore lycéen, Ahmed Jaouadi signe ses premiers succès en remportant en octobre 2021, à l'âge de 16 ans, trois médailles aux championnats arabes en petit bassin à Abou Dabi.
Il confirme deux mois plus tard aux championnats de France juniors en finissant premier des épreuves des 200 mètres et 400 mètres nage libre, et troisième du 200 mètres 4 nages,.

### 2022
Aux championnats d'Afrique à Tunis, c'est avec les seniors qu'Ahmed Jaouadi obtient la médaille d'or sur 400 mètres et 1 500 mètres nage libre,,, la médaille d'argent sur 800 mètres nage libre et 4 × 200 mètres nage libre ainsi que la médaille de bronze sur 200 mètres nage libre.

### 2023
Aux troisièmes championnats de France juniors à Chartres, il décroche la deuxième place des épreuves de 400 mètres, 800 mètres et 1 500 mètres nage libre.
Ces résultats sont confirmés et améliorés lors des troisième championnats de France open d'été juniors à Poitiers, où il finit à la première place des 400 mètres et 1 500 mètres et à la deuxième place aux 800 mètres nage libre.
Passé l’âge de pouvoir nager en juniors, il part rejoindre l’équipe entraînée par Philippe Lucas à Martigues.
Il s'illustre ensuite aux championnats de France en petit bassin à Angers, terminant à la première place de la finale du 400 mètres nage libre,.

### 2024

#### Début de saison
Il fait ses débuts aux championnats du monde à Doha en concourant aux épreuves de 400 mètres nage libre qu'il finit à la 25e place alors qu'il n'a que 18 ans.
Il participe aux épreuves du Mare Nostrum lors du 36e Meeting international de Canet-en-Roussillon où il s'impose sur les épreuves de 400 mètres et 800 mètres nage libre.
Il confirme ensuite ses résultats lors des championnats de France à Chartres en raflant les premières places des compétitions de 400 mètres, 800 mètres et 1 500 mètres nage libre.

#### Jeux olympiques de Paris
Ayant assuré ses temps minima A pour la qualification aux Jeux olympiques à Paris, il prend part, à 19 ans, aux épreuves de 400 mètres, 800 mètres, 1 500 mètres nage libre, et aux 10 kilomètres en eau libre.
Aux 400 mètres nage libre, il finit à la deuxième place de sa série. Son temps ne lui permettant pas de décrocher une place en finale, il termine neuvième de la discipline.
Il s'élance dans les séries du 800 mètres nage libre qu'il finit à la première place et se qualifie pour la finale en réalisant le deuxième meilleur temps des séries. En finale, il finit à la 4e place, au pied du podium, dans une course où le record olympique et le record européen sont battus.
Prenant part aux séries du 1 500 mètres nage libre, il finit premier de sa course, réalise le 3e meilleur temps des séries et décroche ainsi son billet pour la finale,. En finale, il finit à la sixième place, améliorant son record personnel, dans une course où le record mondial est battu.

#### Championnats du monde en petit bassin
Pour sa rentrée dans les compétitions officielles en petit bassin, Ahmed Jaouadi participe en octobre au 12e meeting de rentrée du NVB à Villefranche-sur-Saône ; il se classe premier aux 800 mètres nage libre, et profite de la compétition pour améliorer ses records personnels aux 100 mètres nage libre et 200 mètres papillon.
En novembre, il participe aux championnats de France en petit bassin à Montpellier durant lesquels il se classe premier sur chacune des trois disciplines auxquelles il prend part : 400 mètres, 800 mètres et 1 500 mètres nage libre.
Ses temps le qualifiant pour les championnats du monde en petit bassin à Budapest en Hongrie, il prend part au premier jour de la compétition aux finales des 1 500 mètres nage libre qu'il remporte en 14 min 16 s 40, améliorant de plus de huit secondes son record établi quelques semaines plus tôt dans le cadre des championnats de France. Cette médaille d'or lui offre ainsi son premier titre mondial,.
Aux séries du 400 mètres, il améliore son record personnel, finit deuxième de sa course et se qualifie sixième pour la finale. En finale, il finit à la septième place de la discipline.
Au quatrième jour des compétitions, Ahmed Jaouadi finit deuxième de sa série des 800 mètres et troisième au général, obtenant ainsi la médaille de bronze de l'épreuve. Sa performance lui permet de battre son record personnel établi un mois plus tôt et d'établir un nouveau record d'Afrique des 800 mètres en petit bassin, record obtenu par son compatriote Ahmed Hafnaoui trois ans plus tôt dans le cadre des championnats du monde en petit bassin à Abou Dabi.

### 2025

#### Mare Nostrum Swim Tour
Au mois de mai, il prend part aux Mare Nostrum Swim Tour. Il participe aux épreuves de Barcelone où il remporte l'or aux 400 mètres et l'argent aux 800 mètres puis du Canet où il remporte l'or aux 400 mètres ainsi que le bronze aux 1 500 mètres.

#### Championnats du monde
En 2025 à Singapour, il devient double-champion du monde du 800 mètres et du 1 500 mètres nage libre.
Sa course en finale du 800 mètres lui permet de signer le troisième meilleur temps de l'histoire et le meilleur temps depuis l'interdiction des combinaisons en polyuréthane,.
Le 8 août 2025, les Gators de la Floride annoncent son arrivée au sein de leur équipe universitaire pour la saison 2025-2026 sous la houlette de l'ancien champion olympique Anthony Nesty,.

## Palmarès

### Championnats du monde en grand bassin
- Singapour 2025 :
  -  Médaille d'or du 800 m nage libre.
  -  Médaille d'or du 1 500 m nage libre.

### Championnats du monde en petit bassin
- Budapest 2024 : 
  -  Médaille d'or du 1 500 m nage libre
  -  Médaille de bronze du 800 m nage libre

### Championnats d'Afrique
- Tunis 2022 :
  -  Médaille d'or du 400 m nage libre[42].
  -  Médaille d'or du 1 500 m nage libre[43].
  -  Médaille d'argent du 800 m nage libre[44]
  -  Médaille d'argent du relais 4 × 200 m nage libre[45].
  -  Médaille de bronze du 200 m nage libre[46].

## Records
Ces tableaux détaillent les records personnels de Ahmed Jaouadi en grand et petit bassin.

### Records africains
| Épreuve   | Temps         | Compétition                  | Lieu     | Date             |
| --------- | ------------- | ---------------------------- | -------- | ---------------- |
| 800 m nl. | 7 min 31 s 93 | Championnats du monde (25 m) | Budapest | 14 décembre 2024 |

### Records personnels
| Épreuve     | Temps          | Compétition                         | Lieu      | Date            |
| ----------- | -------------- | ----------------------------------- | --------- | --------------- |
| 50 m nl.    | 25 s 78        | Championnats de France - Open d'été | Poitiers  | 21 juillet 2023 |
| 100 m nl.   | 52 s 34        | Championnats de France - Open d'été | Poitiers  | 21 juillet 2023 |
| 200 m nl.   | 1 min 51 s 73  | Jeux olympiques                     | Paris     | 27 juillet 2024 |
| 400 m nl.   | 3 min 45 s 95  | Meeting Camille Muffat              | Nice      | 20 mars 2024    |
| 800 m nl.   | 7 min 36 s 88  | Championnats du monde               | Singapour | 30 juillet 2025 |
| 1 500 m nl. | 14 min 34 s 41 | Championnats du monde               | Singapour | 3 août 2025     |

| Épreuve        | Temps          | Compétition                          | Lieu                   | Date             |
| -------------- | -------------- | ------------------------------------ | ---------------------- | ---------------- |
| 50 m nl.       | 25 s 18        | Championnats arabes (25 m)           | Abou Dabi              | 27 octobre 2021  |
| 100 m nl.      | 50 s 78        | 12e meeting de rentrée du NVB (25 m) | Villefranche-sur-Saône | 19 octobre 2024  |
| 200 m nl.      | 1 min 49 s 98  | Championnats de France (25 m)        | Angers                 | 26 octobre 2023  |
| 400 m nl.      | 3 min 38 s 57  | Championnats du monde (25 m)         | Budapest               | 12 décembre 2024 |
| 800 m nl.      | 7 min 31 s 93  | Championnats du monde (25 m)         | Budapest               | 14 décembre 2024 |
| 1 500 m nl.    | 14 min 16 s 40 | Championnats du monde (25 m)         | Budapest               | 10 décembre 2024 |
| 50 m papillon  | 27 s 53        | Championnats arabes (25 m)           | Abou Dabi              | 24 octobre 2021  |
| 200 m papillon | 2 min 5 s 91   | 12e meeting de rentrée du NVB (25 m) | Villefranche-sur-Saône | 19 octobre 2024  |
| 100 m 4 nages  | 1 min 0 s 23   | Championnats arabes (25 m)           | Abou Dabi              | 27 octobre 2021  |
| 200 m 4 nages  | 2 min 7 s 21   | Championnats arabes (25 m)           | Abou Dabi              | 24 octobre 2021  |

## Évolution des performances
| Année | 400 m nl.     | 800 m nl.     | 1 500 m nl.    |
| ----- | ------------- | ------------- | -------------- |
| 2022  | 3 min 55 s 14 | 8 min 10 s 34 | 15 min 33 s 51 |
| 2023  | 3 min 47 s 75 | 7 min 53 s 99 | 15 min 11 s 02 |
| 2024  | 3 min 45 s 95 | 7 min 42 s 07 | 14 min 43 s 35 |
| 2025  | 3 min 46 s 60 | 7 min 36 s 88 | 14 min 34 s 41 |

## Distinctions
- Grand officier de l'ordre national du Mérite (Tunisie, 6 août 2025)[53]
- Nageur africain de l'année (Swimming World Magazine, 2024)[54]